# Chance (serial telewizyjny)
Chance – amerykański serial telewizyjny (dramat psychologiczny, thriller) wyprodukowany przez Nutmegger, Kem Nunn Stories, Inc., Groundswell Productions oraz Fox 21 Television Studios, który jest luźną adaptacją powieści o tym samym tytule autorstwa Kema Nunna. Serial jest emitowany od 19 października 2016 roku za pośrednictwem platformy internetowej Hulu, a w Polsce serial od 24 kwietnia 2017 roku do 8 kwietnia 2018 roku przez 13 Ulica. W styczniu 2018 r. Hulu ogłosiło rezygnację z produkcji trzeciego sezonu.

## Fabuła
Serial opowiada o Eldonie Chance, neuropsychiatrze, który wdaje się w romans z tajemniczą kobietą, chorą na zaburzenia osobowości. Sprawa romansu komplikuje się, gdyż jej były mąż jest nieobliczalnym detektywem w wydziale kryminalnym.

## Obsada
- Hugh Laurie jako Eldon Chance[4]
- Diane Farr jako Christina Chance[5]
- Lisa Gay Hamilton jako Suzanne Silver[6]
- Stefania LaVie Owen jako Nicole Chance[6]
- Greta Lee jako Lucy[7]
- Gretchen Mol jako Jaclyn Blackstone[8]
- Paul Adelstein jako Raymond Blackstone[9]
- Ethan Suplee jako D[10]
- Clarke Peters jako Carl[11]
- Paul Schneider jako Ryan winter[12]

## Odcinki
| Sezon | Sezon | Odcinki | Oryginalna emisja Hulu | Oryginalna emisja Hulu | Oryginalna emisja 13 Ulica | Oryginalna emisja 13 Ulica | Oryginalna emisja 13 Ulica |
| Sezon | Sezon | Odcinki | Premiera sezonu        | Finał sezonu           | Premiera sezonu            | Finał sezonu               |                            |
| ----- | ----- | ------- | ---------------------- | ---------------------- | -------------------------- | -------------------------- | -------------------------- |
|       | 1     | 10      | 19 października 2016   | 14 grudnia 2016        | 24 kwietnia 2017           | 26 czerwca 2017            |                            |
|       | 2     | 10      | 11 października 2017   | 29 listopada 2017      | 4 lutego 2018              | 8 kwietnia 2018            |                            |

### Sezon 1 (2016)
| Nr | #  | Tytuł                                                 | Reżyseria        | Scenariusz                     | Premiera Hulu        | Premiera 13 Ulica |
| -- | -- | ----------------------------------------------------- | ---------------- | ------------------------------ | -------------------- | ----------------- |
| 1  | 1  | 'Wakacyjna miłość' The Summer of Love                 | Lenny Abrahamson | Alexandra Cunningham, Kem Nunn | 19 października 2016 | 24 kwietnia 2017  |
| 2  | 2  | 'Aksjomat wyboru' The Axiom of Choice                 | Lenny Abrahamson | Alexandra Cunningham           | 19 października 2016 | 1 maja 2017       |
| 3  | 3  | 'Pośrednik' Hiring It Done                            | Michael Lehmann  | Kem Nunn                       | 26 października 2016 | 8 maja 2017       |
| 4  | 4  | ' Szalony doktor' The Mad Doctor                      | Carl Franklin    | Peter Elkoff                   | 2 listopada 2016     | 15 maja 2017      |
| 5  | 5  | 'Punkt stały' A Still Point in the Turning World      | Roxann Dawson    | Victoria Morrow                | 9 listopada 2016     | 22 maja 2017      |
| 6  | 6  | 'Nieugaszona iskra' The Unflinching Spark             | Daniel Attias    | Sara Gran                      | 16 listopada 2016    | 29 maja 2017      |
| 7  | 7  | ' Wydobyć ukrytą moc' Unlocking Your Hidden Powers    | Michael Lehmann  | Alexandra Cunningham, Kem Nunn | 23 listopada 2016    | 5 czerwca 2017    |
| 8  | 8  | 'Dom czasu i przestrzeni' The House of Space and Time | Andrew Bernstein | Peter Elkoff, Victoria Morrow  | 30 listopada 2016    | 12 czerwca 2017   |
| 9  | 9  | 'Ciemna komnata' Camera Obscura                       | Dan Attias       | Sara Gran, Pete Begler         | 7 grudnia 2016       | 19 czerwca 2017   |
| 10 | 10 | 'Płynne zarządzanie' Fluid Management                 | Michael Lehmann  | Alexandra Cunningham, Kem Nunn | 14 grudnia 2016      | 26 czerwca 2017   |

### Sezon 2 (2017)
| Nr | #  | Tytuł                                                                              | Reżyseria        | Scenariusz                       | Premiera Hulu        | Premiera 13 Ulica |
| -- | -- | ---------------------------------------------------------------------------------- | ---------------- | -------------------------------- | -------------------- | ----------------- |
| 11 | 1  | 'Model wieloosiowy ' Multitiaxal System                                            | Jonas Pate       | Alexandra Cunningham, Kem Nunn   | 11 października 2017 | 4 lutego 2018     |
| 12 | 2  | 'Cebula specjalnego przeznaczenia' A Very Special Onion                            | Roxann Dawson    | Peter Elkoff                     | 11 października 2017 | 11 lutego 2018    |
| 13 | 3  | 'Przypowieść Filcrafta' The Flitcraft Parable                                      | Carl Franklin    | Alyson Evans, Steve Kornacki     | 11 października 2017 | 18 lutego 2018    |
| 14 | 4  | 'Mechanizm obronny' The Coping Mechanism                                           | Nelson McCormick | Dave Flebotte                    | 18 października 2017 | 25 lutego 2018    |
| 15 | 5  | 'Dzieła zebrane Williama Shakespeare'a' The Collected Works of William Shakespeare | Jonas Pate       | Andrew Gettens, Lauren Mackenzie | 25 października 2017 | 4 marca 2018      |
| 16 | 6  | 'Skarby w glinianych naczyniach' Treasures in Jars of Clay                         | Daniel Attias    | Ryan Parrott                     | 1 listopada 2017     | 11 marca 2018     |
| 17 | 7  | 'Normalny, czyli jaki?' Define Normal                                              | Nelson McCormick | Peter Elkoff                     | 8 listopada 2017     | 18 marca 2018     |
| 18 | 8  | 'Dziecko, bydlę czy dzika bestia' An Infant, A Brute or a Wild Beast               | Andrew Bernstein | Steve Kornacki, Alyson Evans     | 15 listopada 2017    | 25 marca 2018     |
| 19 | 9  | ' Podwójne szaleństwo' A Madness of Two                                            | Jonas Pate       | Kem Nunn                         | 22 listopada 2017    | 1 kwietnia 2018   |
| 20 | 10 | ' Zwłaszcza jeśli uciekniesz' Especially If You Run Away                           | Nelson McCormick | Alexandra Cunningham, Kem Nunn   | 29 listopada 2017    | 8 kwietnia 2018   |

## Produkcja
7 stycznia 2016 roku platforma Hulu ogłosiła zamówienie dwóch sezonów serialu oraz że główną rolę zagra Hugh Laurie.
W lutym 2016 roku Lisa Gay Hamilton i Stefania LaVie Owen dołączyły do dramatu.
W marcu 2016 roku kolejnymi aktorami, którzy dołączyli do serialu to: Greta Lee i Gretchen Mol.
W kwietniu 2016 roku ogłoszono, że Paul Adelstein, Diane Farr, Ethan Suplee i Clarke Peters dołączyli do dramatu.
W maju 2017 roku, Paul Schneider dołączył do obsady w drugim sezonie "Chance".